# Joe Lala
Joe Lala (Tampa, 3 novembre 1947 – Tampa, 18 marzo 2014) è stato un percussionista, batterista, attore e doppiatore statunitense.

## Carriera

### Musicista
Ha iniziato a suonare la batteria in diverse band della Florida, prima di formare i Blues Image. Occasionalmente ha anche cantato come voce solista, in particolare nella canzone "Leaving My Troubles Behind".
Ha suonato le percussioni nel che hanno guidato i Bee Gees nel 1976 in vetta alle classifiche statunitensi, "You Should Be Dancing", successivamente inclusa nella colonna sonora di Saturday Night Fever, che ha venduto milioni di copie.
Nel 1980 da un caso grave di sindrome del tunnel carpale pose fine alla sua carriera di percussionista a tempo pieno, sebbene continuò ad esibirsi con la band acustica Firefall, Dan Fogelberg, Dolly Parton, Rod Stewart e molti altri.

### Attore
Sfruttando la sua padronanza degli accenti spagnolo, cubano e portoricano, interpretò ruoli televisivi in Miami Vice, General Hospital, Melrose Place, Seinfeld, Hunter e Who's the Boss?. Compare inoltre in diversi film di Steven Seagal e Andy Garcia.

### Doppiatore
Lala ha anche doppiato diverse serie animate: Catastrofici castori, Quack Pack - La banda dei paperi, Johnny Bravo, e Picchio Picchiarello.

## Vita privata
È stato sposato con la doppiatrice Ginny McSwain da cui ha poi divorziato.

## Discografia

### Da solista
- 1979 – All Night Lover

### Con i Blues Image
- 1969 – Blues Image
- 1970 – Open

### Con Stephen Stills
Solista
- 1975 – Stills
- 1975 – The Live Album
- 1976 – Illegal Stills
- 1978 – Thoroughfare Gap
- 1984 – Right by You
- 2003 – Turnin' Back the Pages
- 2005 – Man Alive!
- 2007 – Just Roll Tape

Manassas
- 1972 – Manassas
- 1973 – Down the Road
- 2009 – Pieces

Stills-Young Band
- 1976 – Long May You Run

### Con Edoardo Bennato
- 1973 – Non farti cadere le braccia

## Filmografia

### Cinema
- Sgt. Pepper's Lonely Hearts Club Band, regia di Michael Schultz (1978)
- Testimone chiave, regia di Jak Mundra (1989)
- Il ricatto, regia di Leon Ichaso (1990)
- Havana, regia di Sydney Pollack (1990)
- Giustizia a tutti i costi, regia di John Flynn (1991)
- Sfida tra i ghiacci, regia di Steven Seagall (1993)
- El Cantante, regia di Leon Ichaso (2006)

### Televisione
- Miami Vice (1988)
- Casalingo Superpiù (1990)
- Melrose Place (1998)
- The Arturo Sandoval Story (2000)
- Samurai Jack (2002)
- Le avventure di Jimmy Neutron (2004-2006)

## Doppiaggio
- Il gobbo di Notre Dame II (2000)
- Monsters & Co. (2001)